# Дюїз-е-Морен-ан-Брі
Дюїз-е-Морен-ан-Брі (фр. Dhuys et Morin-en-Brie) — муніципалітет у Франції, у регіоні О-де-Франс, департамент Ена. Дюїз-е-Морен-ан-Брі утворено 1 січня 2016 року шляхом злиття муніципалітетів Артонж, Ла-Сель-су-Монмірай, Фонтенель-ан-Брі i Марше-ан-Брі. Адміністративним центром муніципалітету є Марше-ан-Брі. Населення — 823 особи (01.01.2021).